# Солодка Балка (Кропивницький)
Солодка Балка — один з мікрорайонів міста Кропивницький, що належить до Фортечного району. Назву Солодкої балка одержала після того, як на її території було відкрито залізничну товарну станцію. Біля неї почали будувати склади вантажів, що доставлялися або відправлялися в інші міста залізницею. Найбільше було “солодких”, тобто для зберігання цукру, а також казенний склад спирту і, звичайно ж, горілчаний завод Бошняка. Але старожили мають свою версію. Вони говорять, що якось міський злодій вкрав мішок цукру і втік у напрямку цієї балки. Однак його зупинив наряд поліції. Розуміючи, що втекти не вдасться з лантухом повним цукру, крадій втопив його в колодязі. Вода через кілька днів стала солодкою. Саме відтоді балку призвали Солодкою.

## Розташування
Цього мікрорайону міста на сучасних картах не знайдеш. Він затиснутий між вулицями Київською, Енергетиків та Олени Бур’янової (колишня Грязна, Транспортна), тулиться до лівого берега Інгулу.